# Pośrednia Bednarzowa Ławka
Pośrednia Bednarzowa Ławka (niem. Vordere Bednarz-Scharte, słow. Prostredná Bednárova lávka, węg. Középső-Bednarz-rés) – jedna z licznych przełęczy w Grani Hrubego w słowackich Tatrach Wysokich. Oddziela Pośrednią Bednarzową Turnię na południowym wschodzie od Skrajnej Bednarzowej Turni na północnym zachodzie.
Przełączka jest wąska. Na północną stronę opada z niej głęboki żleb uchodzący do Bednarzowego Koryciska. Pomiędzy nim, a Bednarzową Zatoką znajduje się Gruszka przynależąca do filara Skrajnej Bednarzowej Turni. Ściany lewej (patrząc od dołu) górnej części żlebu na odcinku około 200 m pod przełęczą tworzą wielkie płyty ciągnące się aż do Zadniej Bednarzowej Ławki. Stronę prawą tworzy żebro Skrajnej Bednarzowej Turni. Na północny zachód, do Niewcyrki z przełęczy opada skalno-trawiaste urwisko.  
Pośrednia Bednarzowa Ławka to środkowa z trzech Bednarzowych Ławek (pozostałe to Zadnia Bednarzowa Ławka i Skrajna Bednarzowa Ławka), których nazwy – podobnie jak nazwy Bednarzowych Turni – upamiętniają Wojciecha Bednarza – przewodnika zasłużonego dla poznania masywu Hrubego Wierchu. Nazwy utworzył Witold Henryk Paryski w 8. tomie przewodnika wspinaczkowego.

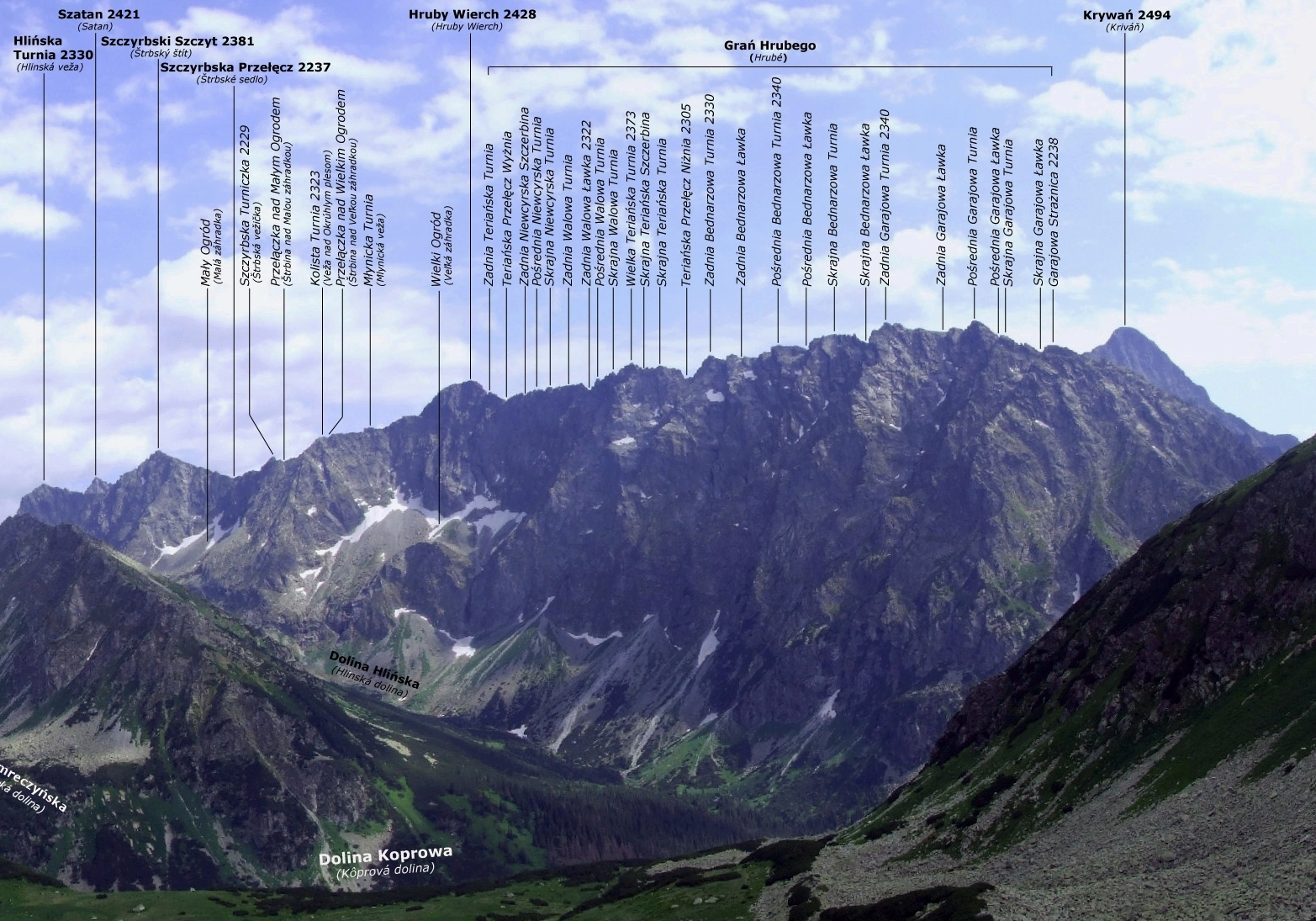
Widok z Zaworów
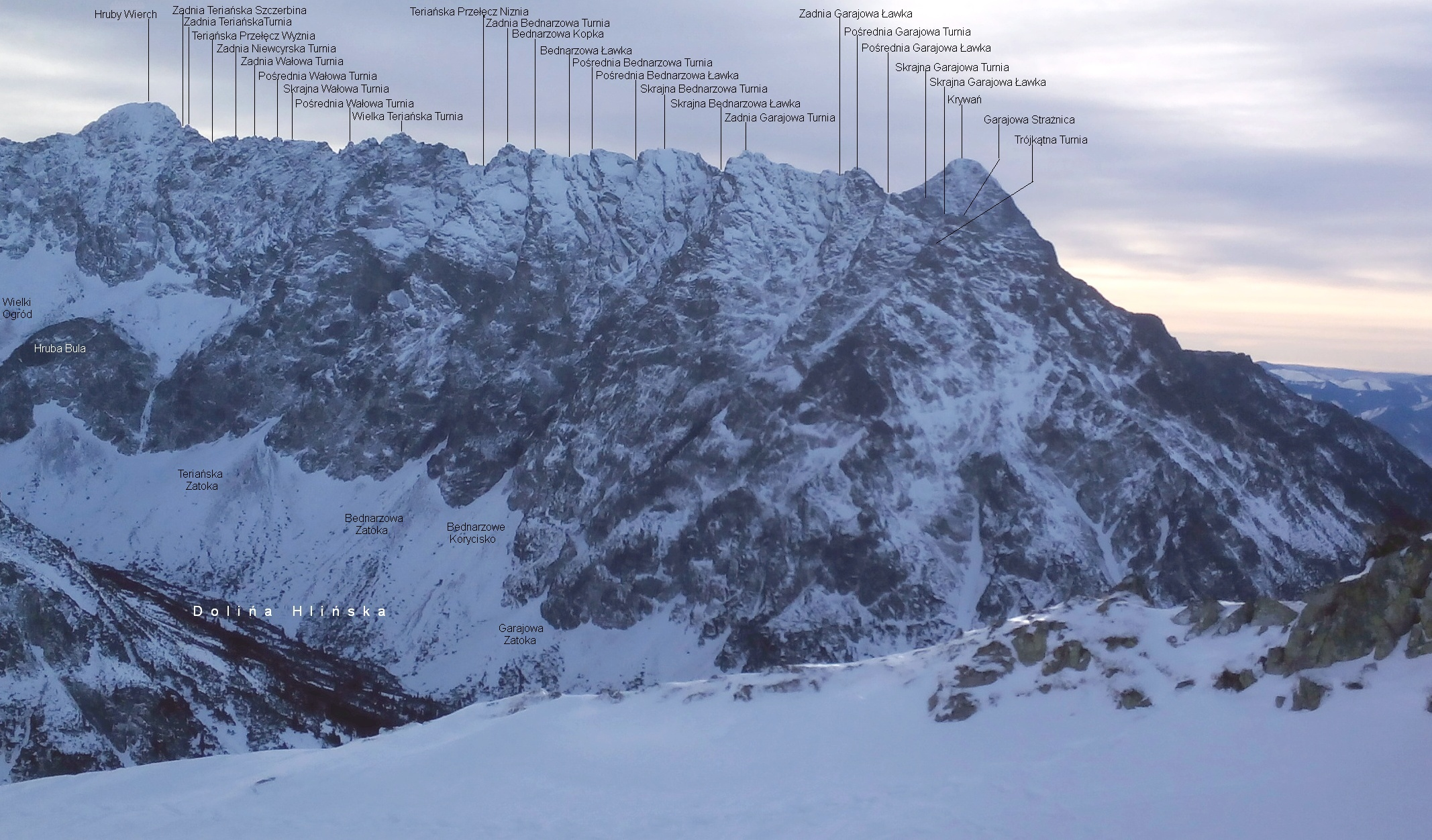
Widok od północy

## Taternictwo
Obecnie dozwolone jest taternikom przejście granią i wspinaczka od strony Doliny Hlińskiej. Niewcyrka jest obszarem ochrony ścisłej TANAP-u z zakazem wstępu. 
Drogi wspinaczkowe
1. Z Niewcyrki, południowym zboczem; 0, miejscami 0+ w skali tatrzańskiej, czas przejścia 1 godz.
2. Z doliny Hlińskiej, północno-wschodnią depresją; V, A3, lód do 80 stopni,
3. Od północnego wschodu; V, 5 godz.[4].